# Sunset Harbor
Sunset Harbor es una pequeña área no incorporada a orillas del río Lockwood Folly y el Canal Intracostero del Atlántico, ubicada del condado de Brunswick en el estado estadounidense de Carolina del Norte. Está bordeada por los límites de la ciudad de Oak Island y se encuentra a través del río a partir de Varnamtown. La comunidad solo se puede acceder por carretera a Sunset Harbor Road, que se alimenta en Carretera de Carolina del Norte 211.